# Diplazium bogotense
Diplazium bogotense är en majbräkenväxtart som först beskrevs av Hermann Karsten.
Diplazium bogotense ingår i släktet Diplazium och familjen Athyriaceae. Inga underarter finns listade i Catalogue of Life.